# Sekundärtugend
Sekundärtugend ist ein Begriff zur Bezeichnung von Charaktereigenschaften, die zur praktischen Bewältigung des Alltags und zum „störungsfreien“ Betrieb einer Gesellschaft beitragen, ohne aber für sich allein eine ethische Bedeutung zu haben, sofern sie als Selbstzweck hochgehalten werden und nicht zur Erfüllung der Primärtugenden dienen.
Zu den bürgerlichen oder Sekundärtugenden wurden insbesondere Fleiß, Treue, Gehorsam, Disziplin, Pflichtbewusstsein, Pünktlichkeit, Zuverlässigkeit, Ordnungsliebe, Höflichkeit, Sauberkeit u. a. m. gezählt, meist aus dem Katalog der preußischen Tugenden bzw. des „bürgerlichen“ Tugendkatalogs. Otto Friedrich Bollnow ließ 1963 der Ordnung und Reinlichkeit, dem Fleiß und der Wahrhaftigkeit noch einmal eine Bestätigung zukommen, registrierte aber bereits „das absinkende Verständnis“ in der Gesellschaft.

## Kritik und Gegenkritik
Nach 1968 (Studentenbewegung) gerieten bürgerliche Werte der Rechtschaffenheit in die Kritik und wurden abgewertet oder verächtlich gemacht, indem Kritiker darauf verwiesen, dass das Hochhalten dieser Tugenden im Nationalsozialismus die Nationalsozialisten nicht an unmenschlichen Verbrechen gehindert habe. Stattdessen wurden postmaterialistische Werte wie Menschlichkeit, Kreativität, Selbstverwirklichung und soziale Werte wie Solidarität betont. Carl Amery, der mit seiner Schrift „Die Kapitulation oder Deutscher Katholizismus heute“ das (klein-)bürgerliche Werte- und Tugendsystem kritisierte und die Diskussion nachhaltig beeinflusste, schrieb: „Ich kann pünktlich zum Dienst im Pfarramt oder im Gestapokeller erscheinen; ich kann in Schriftsachen ‚Judenendlösung‘ oder Sozialhilfe penibel sein; ich kann mir die Hände nach einem rechtschaffenen Arbeitstag im Kornfeld oder im KZ-Krematorium waschen.“ (S. 23). Berühmt ist eine Entgegnung Oskar Lafontaines an Helmut Schmidt auf die politische Forderung des Kanzlers nach „Bündnistreue“ gegenüber den USA im Streit um den NATO-Doppelbeschluss, in einem Interview mit dem Stern vom 15. Juli 1982: „Helmut Schmidt spricht weiter von Pflichtgefühl, Berechenbarkeit, Machbarkeit, Standhaftigkeit. […] Das sind Sekundärtugenden. Ganz präzis gesagt: Damit kann man auch ein KZ betreiben.“ Oskar Lafontaine hatte damit den Begriff in die Ethikdebatte eingeführt und zugleich eine klar untergeordnete Stellung der bürgerlichen Tugenden postuliert.
In Teilen der Schüler- und Studentenbewegung wurden die überlieferten Erziehungsziele unbesehen über Bord geworfen. Das hatte auch seine Auswirkungen auf die erzieherische Praxis. Die Erziehung in Summerhill (A.S. Neill), die vielen liberalen Eltern Anregung bot, lehnte die Sekundärtugenden radikal ab. Ordnung und Reinlichkeit hatten bei Neill keinen Stellenwert. Auf die von den Kindern oft geheuchelte Bescheidenheit und Dankbarkeit verzichtete er zugunsten einer neu verstandenen Ehrlichkeit. Der pädagogisch verstandene Terror um die „Lügen“ der Kinder wurde als Verlogenheit der Erwachsenen hingestellt, und was den Fleiß anging, so konnte es Neill durchaus verstehen, wenn seine Schülerinnen und Schüler dem Unterricht auch einmal fernblieben. Blinde Folgsamkeit definierte er als Zwangsgehorsam, der die Kinder in die Randständigkeit treibt.
In der deutschen Wertediskussion ausgangs des 20. Jahrhunderts hatten die bürgerlichen Tugenden keinen Rang. Wenn auch die Diskussion um die platte antiautoritäre Erziehung zugunsten einer reflektierteren emanzipatorischen Pädagogik schnell abebbte, so behielten doch Ziele wie Selbstbestimmung, Konfliktfähigkeit, Nonkonformität, Gleichberechtigung, Emanzipation und Solidarität Vorrang.
Verteidiger eines harmonischen Tugendkomplexes und damit Gegner der 68er-Tugendkritik argumentieren weiterhin unter anderem mit folgendem Satz: „Alle hat, wer eine hat und keine beleidigt, und keine hat und alle beleidigt, wer eine beleidigt.“ Damit wollen sie ausdrücken, dass die Tugenden alle zusammenhingen. Wer beispielsweise Gerechtigkeit ohne Taktgefühl und Ordnung lebe, könne im wahren, tugendhaften Sinn nicht gerecht sein, da Gerechtigkeit stets darin bestehe, jedem das Seine zukommen zu lassen, was ohne geordnete Scheidung von Gleich und Ungleich nicht möglich sei.
Eine Rehabilitierung der Sekundärtugenden wurde von dem Hamburger Erziehungswissenschaftler Friedrich Koch versucht. Für die erzieherische Anwendung freilich sei zu bedenken, dass niemand zur Kulturfähigkeit beitrage, der die Triebe des Kindes nicht akzeptieren kann und sie unterdrückt. Konkret heißt das für die Tugenden:
- Niemand erzieht zu Ordnung und Sauberkeit, der die Kinder in ein eng vorgegebenes System zu pressen versucht;
- niemand erzieht zur Dankbarkeit, der die spontanen Impulse und Bedürfnisse der Kinder ignoriert;
- niemand erzieht zur Ehrlichkeit, der sie mit Strafen oder logischen Folgen zu erreichen versucht;
- niemand erzieht zu Gehorsam durch die Überbetonung der personalen Autorität oder durch scheinbare Sachzwänge;
- niemand erzieht zu Fleiß durch offene Drangsaliererei oder durch überspannte stumme Erwartungen;
- niemand erzieht zur Bescheidenheit, der von vornherein die Rechte des Kindes einschränkt;
- niemand erzieht zu sexueller Verantwortung, der die kognitiven, affektiven und genitalen Interessen der Kinder und Jugendlichen unterdrückt."[2]